# 満艦飾
満艦飾（まんかんしょく、full dress ship）とは、軍艦が祝祭日・記念日・式典等に際して祝意を表すために、艦首からマストを通して艦尾までの旗線に信号旗などの旗を連ねて掲揚して飾ること。歴史上は万国旗を用いる場合もあったが、国旗同士の順序・位置が国家間の上下関係を示すと解釈されるおそれがあるため、もっぱら信号旗が使われるようになった。軍艦以外の船舶では満船飾（まんせんしょく）と呼ぶ。

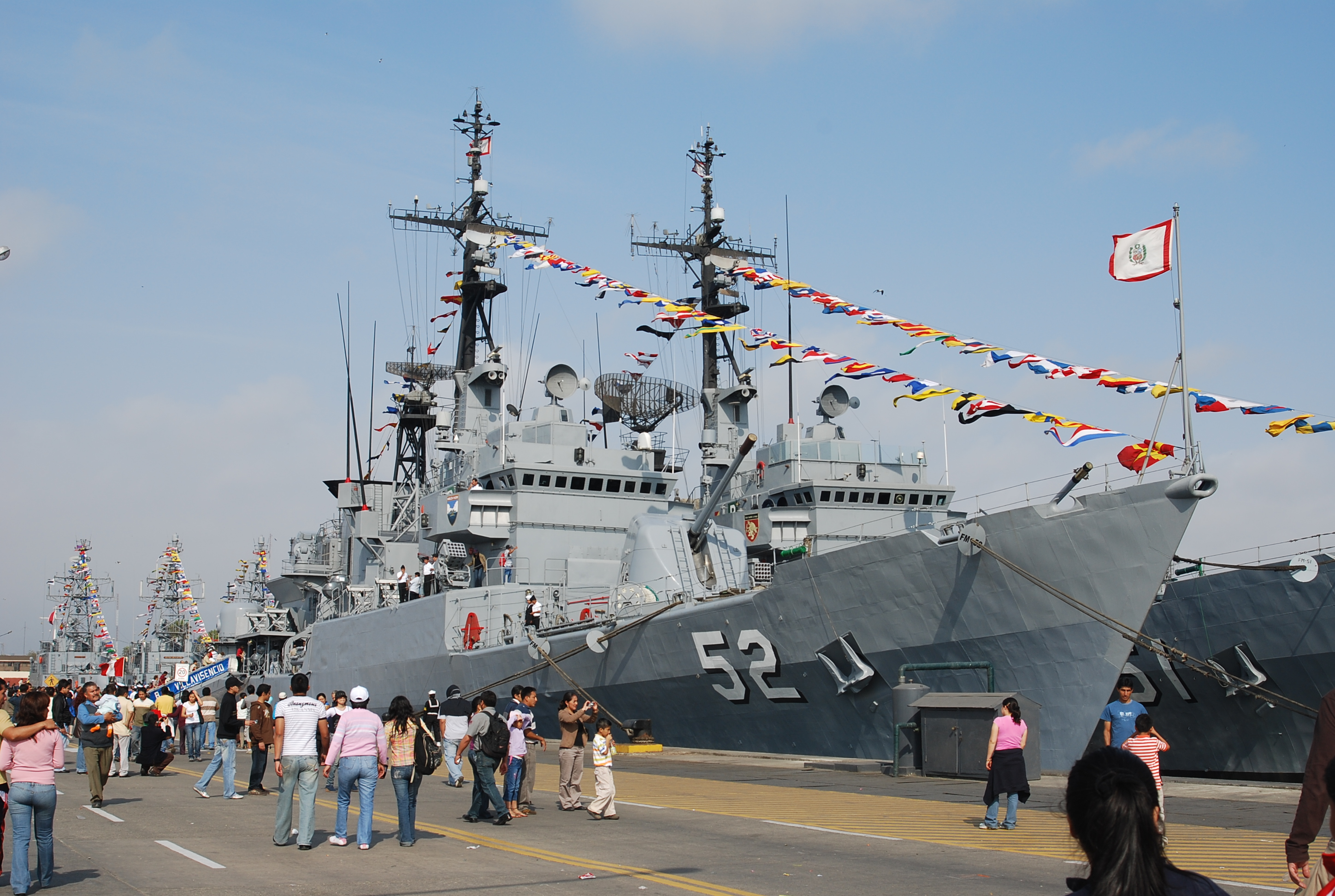
ペルー海軍の満艦飾

## 日本

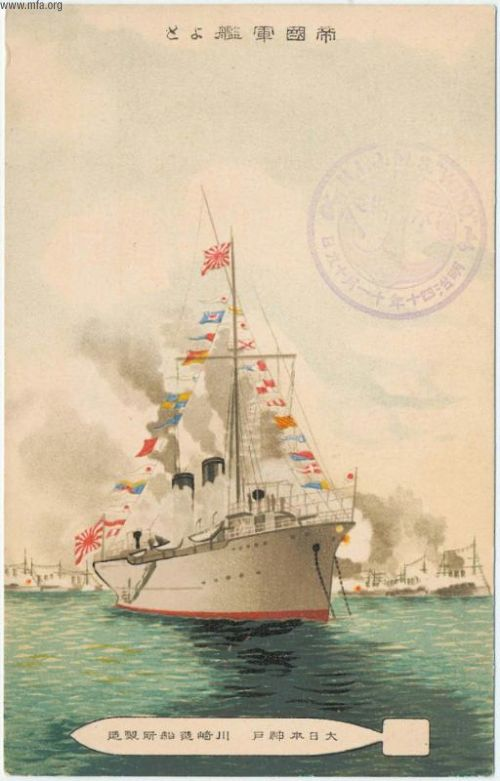
「淀」（1907年（明治40年）頃の絵葉書）

### 海上自衛隊

#### 満艦飾の実施
海上自衛隊の満艦飾は、停泊中の自衛艦・支援船において祝日（建国記念の日、天皇誕生日、憲法記念日、海の日、文化の日）、自衛隊記念日および観艦式実施日の朝8時から日没まで行われる。満艦飾を行う際は（艦尾の自衛艦旗とは別に）各マスト最上部に自衛艦旗を掲揚し、船首から船尾まで信号旗を連揚する。信号旗はメインマストを基準として下記の順序で掲揚される。
- メインマストから艦首 4-D-C-1-L-E-5-U-X-9-F-S-回答-Y-J-3-R-N-7-W-V-2
- メインマストから艦尾 7-E-I-3-M-L-8-S-R-1-W-V-0-Z-N-回答-C-G-8-K-O-2-F-T-5-U-Z-4-Y-P-0-X-H-D-9

なお、自衛艦が外国の港湾内や外国艦船の近傍に停泊する際に、相手国の祝日などで満艦飾が行われる場合は自衛艦もこれにならって満艦飾を行う（この際はメインマストに相手国の国旗を掲揚する）。そのほか開港祭など行事に参加する場合や広報活動、国際親善などの場合にも行われている。
また、演習等で特別な水域に停泊中の自衛艦等や、修理中又は海上幕僚長が構造上満艦飾を行うことが適切でないと認める自衛艦、及び支援船は、他の自衛艦等が満艦飾実施中に、各マスト最上部に自衛艦旗を掲揚する艦飾を行う。天候その他の事情により、満艦飾及び艦飾を行うことが困難な場合は、所在先任指揮官は、満艦飾を艦飾に変更、又は満艦飾及び艦飾を省略させることができる。

#### 電灯艦飾

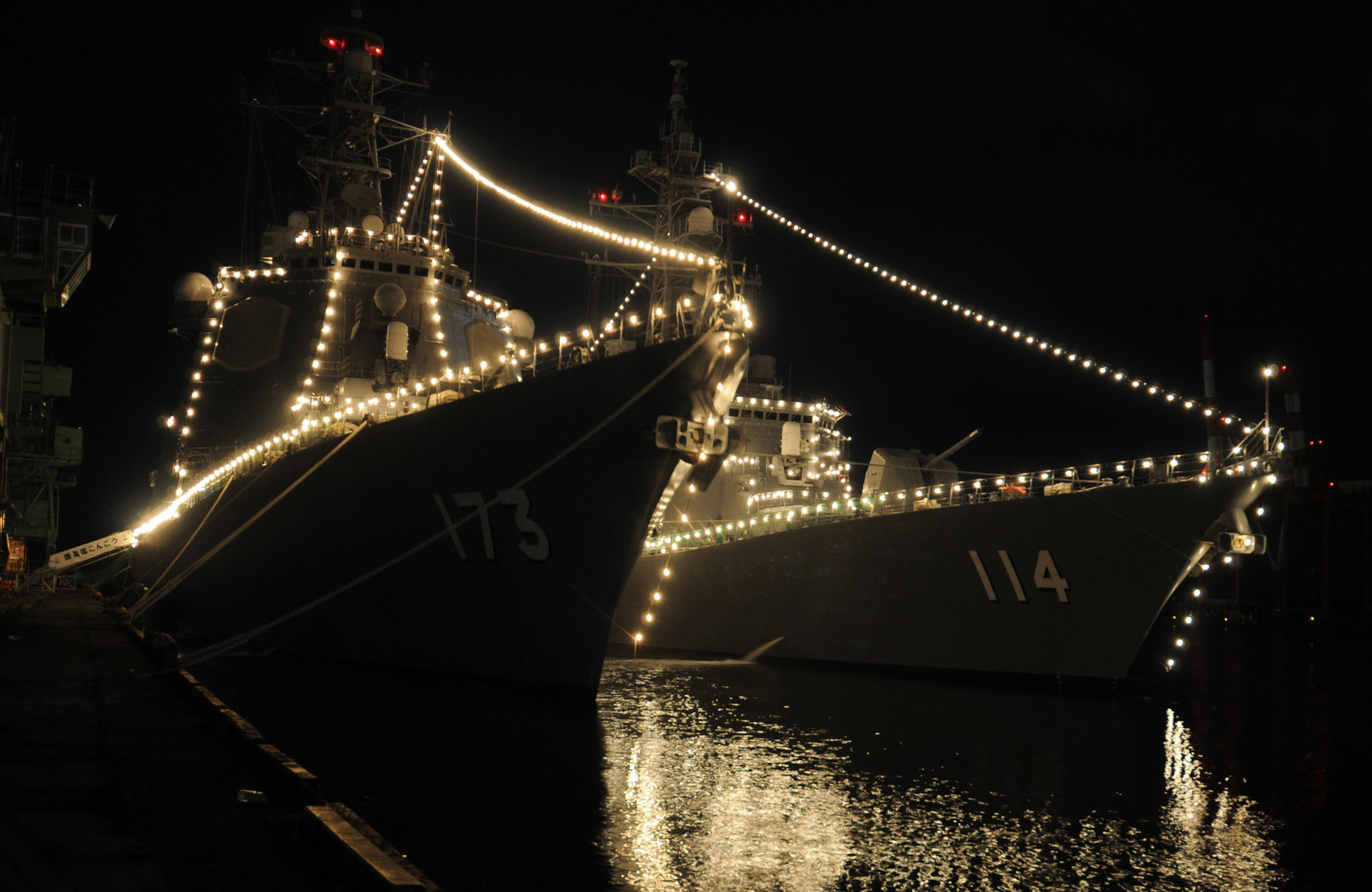
すずなみとこんごう（2010年7月23日、仙台港）

満艦飾と同様の目的で夜間に行われる電飾。国家の大典、観艦式その他海上幕僚長の指定する日に実施する。艦首から各マストを通って艦尾を結ぶ線と船体を浮き出す線を、約1 m間隔で白色電球にて装飾する。

## アメリカ

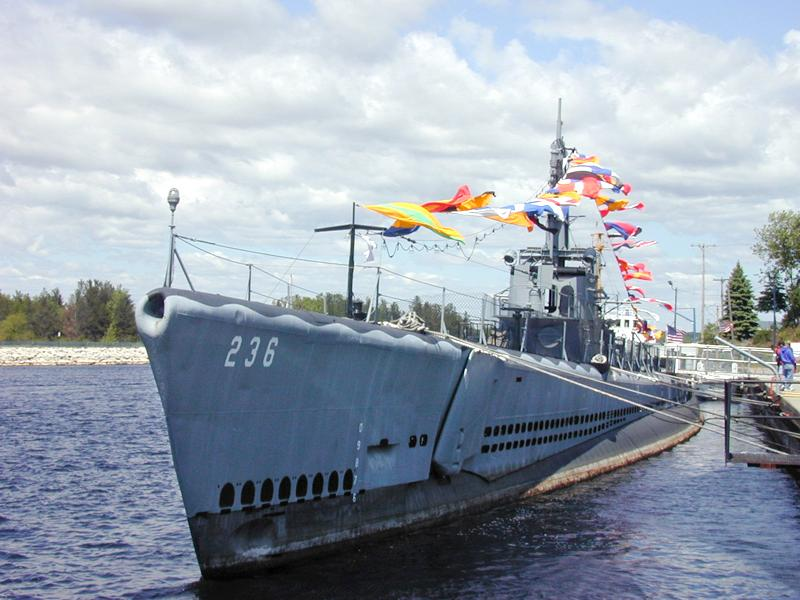
潜水艦の満艦飾（シルバーサイズ）

在日米軍の所属艦は、アメリカ独立記念日、クリスマスに加え、天皇誕生日にも満艦飾と電灯艦飾を行なう。
信号旗は船首側から下記の順に並べる（代表旗は国際信号旗の一種）。
- AB2、UJ1、KE3、GH6、IV5、FL4、DM7、PO第三代表、RN第一代表、ST0（ゼロ）、CX9、WQ8、ZY第二代表

## 俗語としての「満艦飾」

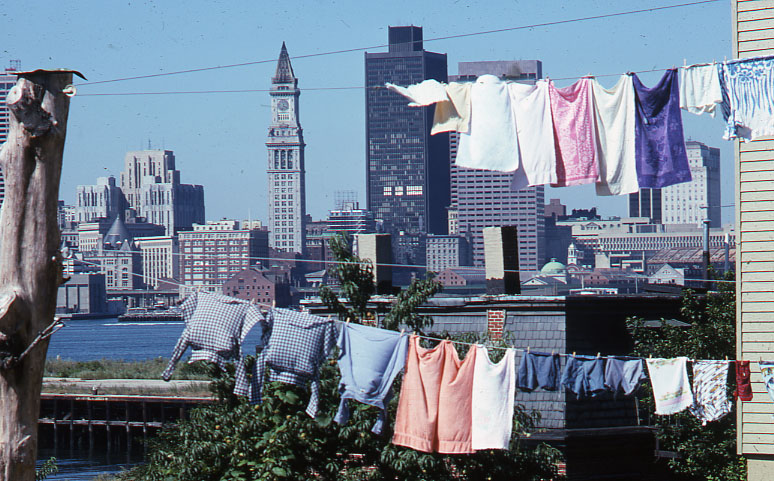
物干しロープに干された洗濯物。

これから転じて、俗語としての満艦飾は、洗濯物が物干し竿や物干しロープにびっしりと下がって翻る様子を表現する言葉として親しまれてきた。1960年代頃までは梅雨の晴れ間をラジオ・テレビのニュースが話題にする場合、「久しぶりの晴天に、どの家も満艦飾」などのアナウンスが聞かれた。
しかし近年は、洗濯物について使うのは年配者に限られるようになって、いわゆる「死語」の範囲に入りつつある。
また、女性が着飾ることや、大型トラックの派手なペイントアートや電飾（いわゆるデコトラ）など、アクセサリー等を付けられる限り付けた様子を形容して使うことがある。英語圏の技術者が、「オプションを目一杯オンにする」ことをクリスマスツリーにたとえることがあるが（en:Christmas tree packetを参照）、それに相当する日本語として使われることがある。

## 満船飾の事例
日本では、天皇などが各地の港を訪問する際に、停泊した船舶や漁船が万国旗や大漁旗などで飾り付け、満船飾で出迎える事例がある。

## ギャラリー

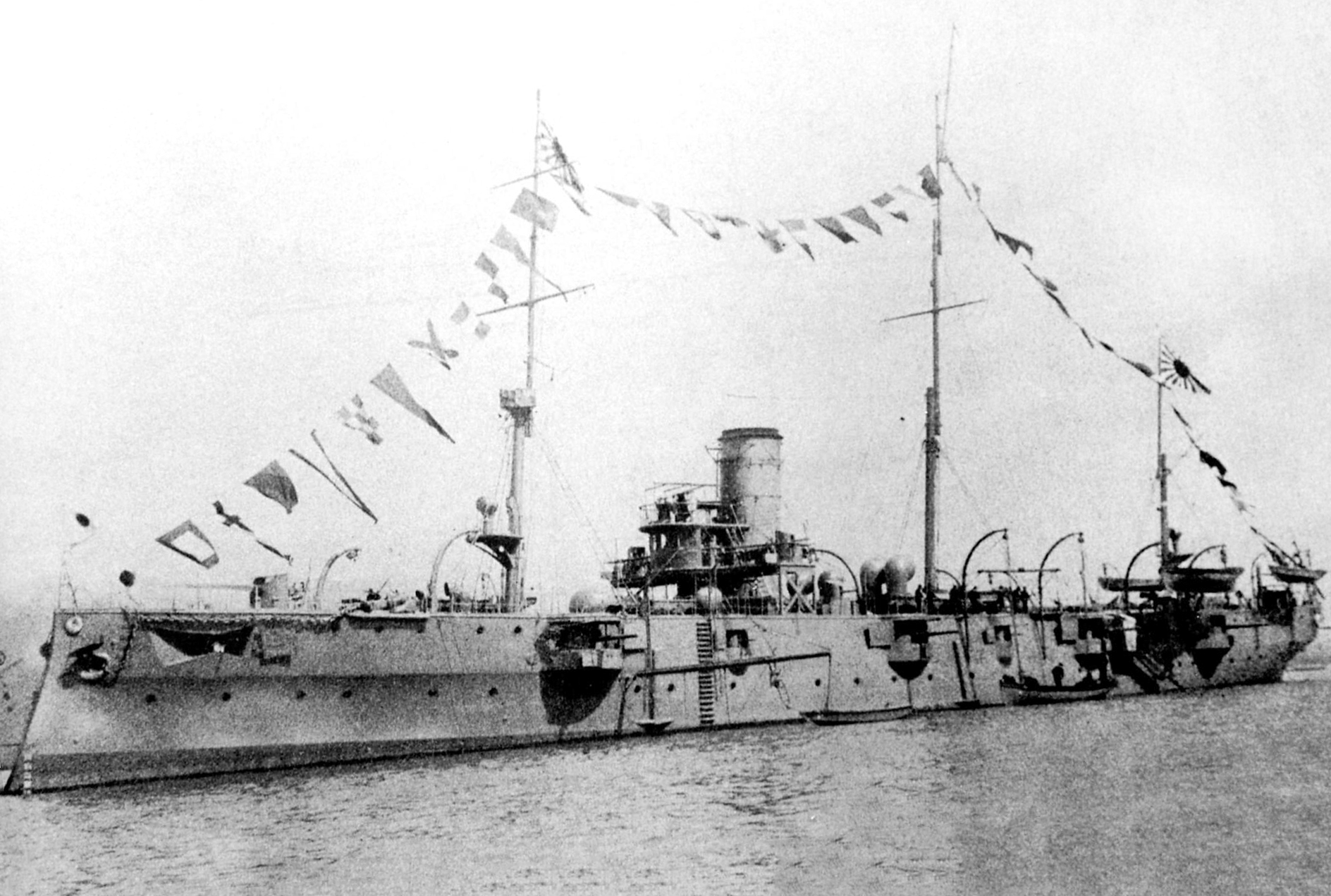
大日本帝国海軍「千代田」（場所不明、1905年頃撮影）
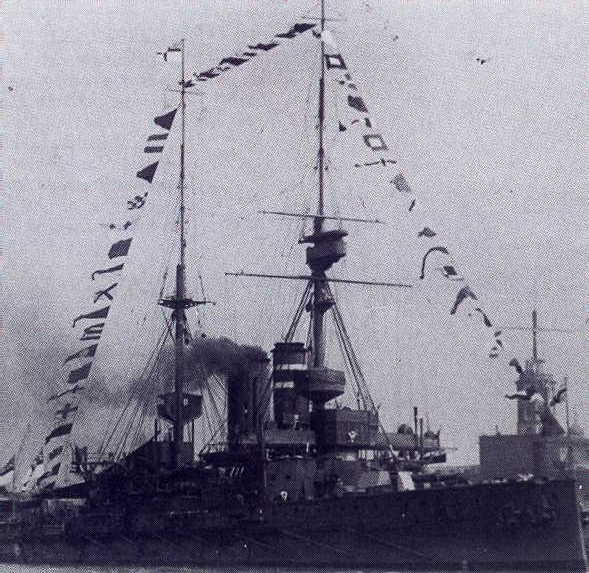
イギリス海軍「プリンス・オブ・ウェールズ」（ポーツマス海軍基地、1912年撮影）
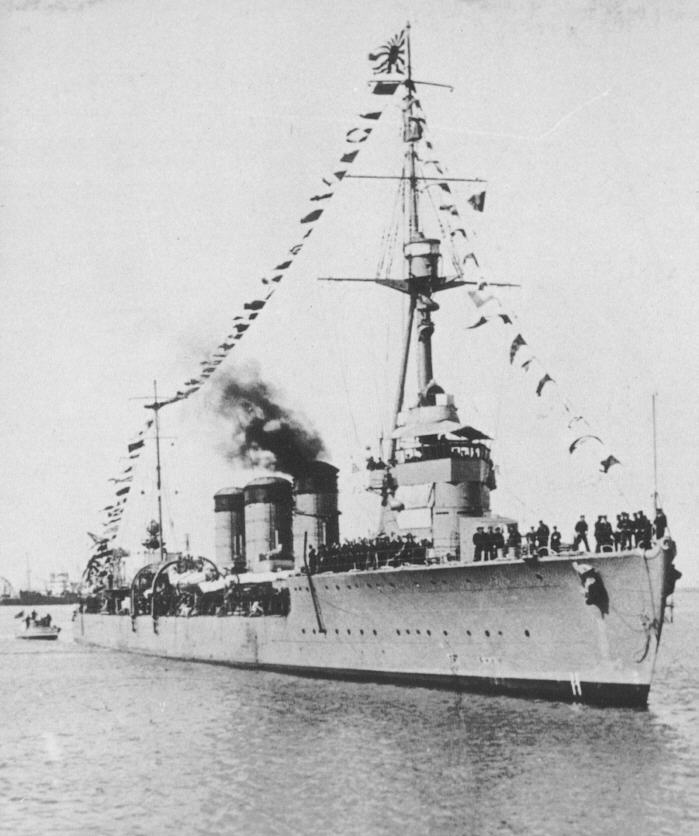
大日本帝国海軍「天龍」（上海、1934年撮影）
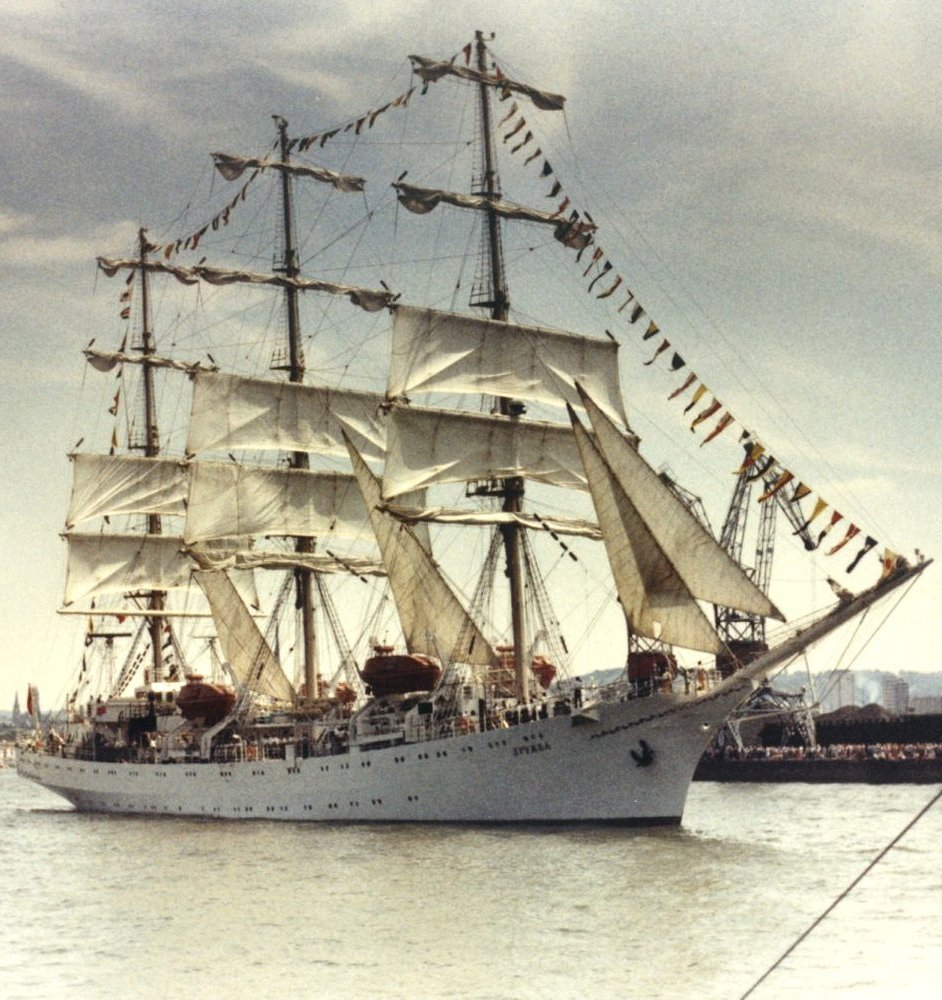
帆船「ドルジバ」（オデッサ、1989年撮影）
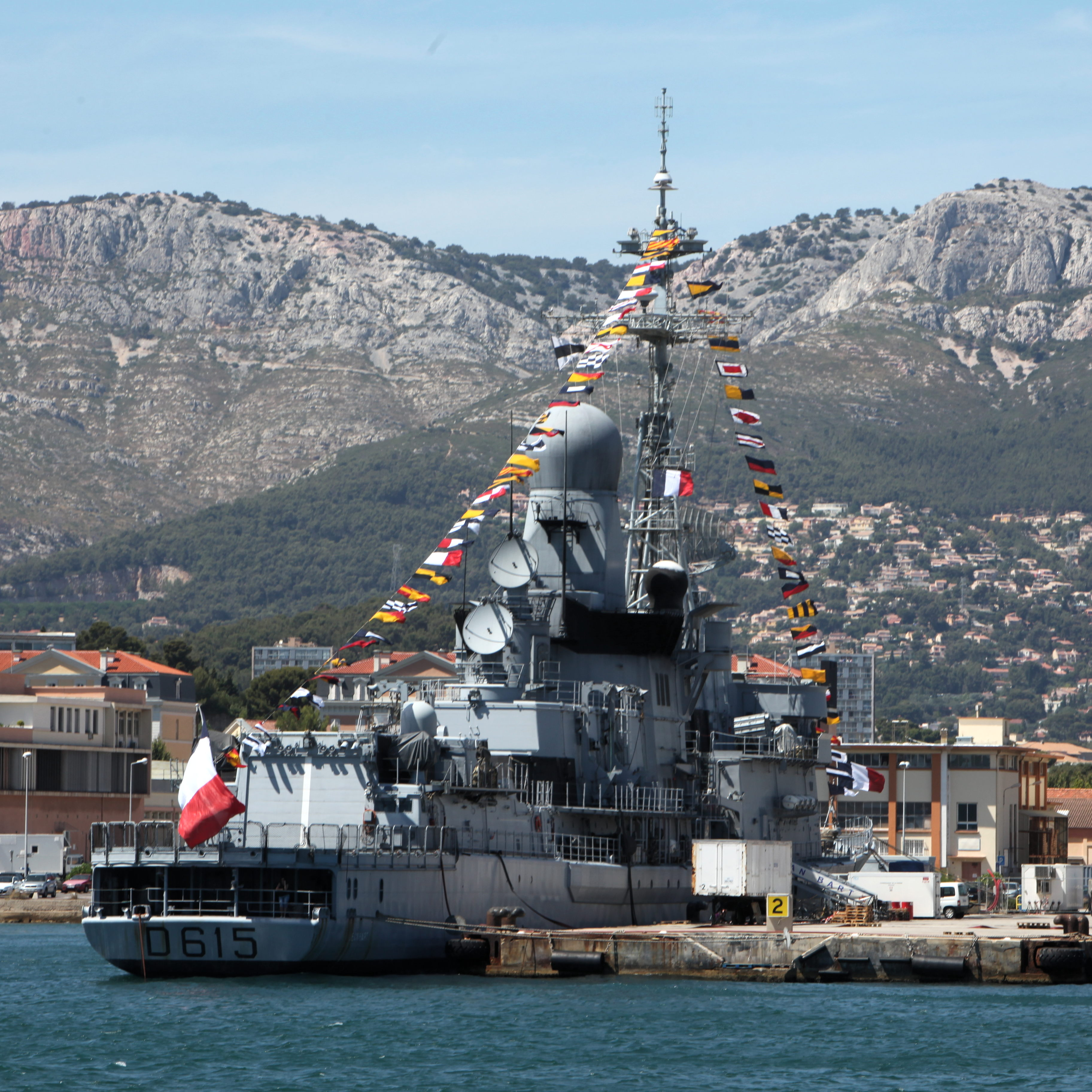
フランス海軍「ジャン・バール」（ツーロン、2011年撮影）